# Carex austrocaroliniana
Espèce
Classification phylogénétique
Carex austrocaroliniana est une espèce de plantes du genre Carex et de la famille des Cyperaceae.